# Thou (Cher)
Thou è un comune francese di 81 abitanti situato nel dipartimento del Cher, nella regione del Centro-Valle della Loira.

## Società

### Evoluzione demografica
Abitanti censiti